# So sánh sự khác biệt giữa các bảng mã IOC, FIFA và ISO 3166
Dưới đây là bảng so sánh đối chiếu sự khác biệt giữa ba bộ mã quốc gia IOC, FIFA, và ISO 3166-1 dùng ba ký hiệu chữ cái, tất cả được dồn chung một bảng để tiện cho việc chú thích. Những hàng được tô sáng dùng để chỉ các quốc gia có sự khác biệt giữa ba bộ mã trong các trường hợp.
Bảng tổng hợp này chỉ bao gồm các quốc gia và vùng lãnh thổ có ít nhất một trong ba ký hiệu từ ba bộ mã trên. Để bổ sung thêm quốc gia, xin xem danh sách các quốc gia.
Chỉ có mã "BRN" là có ý nghĩa không rõ ràng, nó là ký hiệu của Bahrain ở bảng mã IOC nhưng đồng thời cũng là ký hiệu của Brunei ở bảng mã ISO.
| Quốc kỳ                                      | Quốc gia                                             | IOC | FIFA | ISO   | *    |
| -------------------------------------------- | ---------------------------------------------------- | --- | ---- | ----- | ---- |
| Afghanistan                                  | Afghanistan                                          | AFG | AFG  | AFG   | 3OFI |
| Åland                                        | Quần đảo Åland                                       |     |      | ALA   | 1--ï |
| Albania                                      | Albania                                              | ALB | ALB  | ALB   | 3OFI |
| Algérie                                      | Algérie                                              | ALG | ALG  | DZA   | 3OFï |
| Samoa thuộc Mỹ                               | Samoa thuộc Mỹ                                       | ASA | ASA  | ASM   | 3OFï |
| Andorra                                      | Andorra                                              | AND | AND  | AND   | 3OFI |
| Angola                                       | Angola                                               | ANG | ANG  | AGO   | 3OFï |
| Anguilla                                     | Anguilla                                             |     | AIA  | AIA   | 2-FI |
| Châu Nam Cực                                 | Châu Nam Cực                                         |     |      | ATA   | 1--ï |
| Antigua và Barbuda                           | Antigua và Barbuda                                   | ANT | ATG  | ATG   | 3öFI |
| Argentina                                    | Argentina                                            | ARG | ARG  | ARG   | 3OFI |
| Armenia                                      | Armenia                                              | ARM | ARM  | ARM   | 3OFI |
| Aruba                                        | Aruba                                                | ARU | ARU  | ABW   | 3OFï |
| Úc                                           | Úc                                                   | AUS | AUS  | AUS   | 3OFI |
| Áo                                           | Áo                                                   | AUT | AUT  | AUT   | 3OFI |
| Azerbaijan                                   | Azerbaijan                                           | AZE | AZE  | AZE   | 3OFI |
| Bahamas                                      | Bahamas                                              | BAH | BAH  | BHS   | 3OFï |
| Bahrain                                      | Bahrain                                              | BRN | BHR  | BHR   | 3öFI |
| Bangladesh                                   | Bangladesh                                           | BAN | BAN  | BGD   | 3OFï |
| Barbados                                     | Barbados                                             | BAR | BRB  | BRB   | 3öFI |
| Belarus                                      | Belarus                                              | BLR | BLR  | BLR   | 3OFI |
| Bỉ                                           | Bỉ                                                   | BEL | BEL  | BEL   | 3OFI |
| Belize                                       | Belize                                               | BIZ | BLZ  | BLZ   | 3öFI |
| Bénin                                        | Bénin                                                | BEN | BEN  | BEN   | 3OFI |
| Bermuda                                      | Bermuda                                              | BER | BER  | BMU   | 3OFï |
| Bhutan                                       | Bhutan                                               | BHU | BHU  | BTN   | 3OFï |
| Bolivia                                      | Bolivia                                              | BOL | BOL  | BOL   | 3OFI |
| Caribe Hà Lan                                | Caribe thuộc Hà Lan: Bonaire, Sint Eustatius và Saba |     |      | BES   | 1--ï |
| Bosna và Hercegovina                         | Bosna và Hercegovina                                 | BIH | BIH  | BIH   | 3OFI |
| Botswana                                     | Botswana                                             | BOT | BOT  | BWA   | 3OFï |
| Na Uy                                        | Đảo Bouvet                                           |     |      | BVT   | 1--ï |
| Brasil                                       | Brasil                                               | BRA | BRA  | BRA   | 3OFI |
| Lãnh thổ Ấn Độ Dương thuộc Anh               | Lãnh thổ Ấn Độ Dương thuộc Anh                       |     |      | IOT   | 1--ï |
| Quần đảo Virgin thuộc Anh                    | Quần đảo Virgin thuộc Anh                            | IVB | VGB  | VGB   | 3öFI |
| Brunei                                       | Brunei                                               | BRU | BRU  | BRN   | 3OFï |
| Bulgaria                                     | Bulgaria                                             | BUL | BUL  | BGR   | 3OFï |
| Burkina Faso                                 | Burkina Faso                                         | BUR | BFA  | BFA   | 3öFI |
| Burundi                                      | Burundi                                              | BDI | BDI  | BDI   | 3OFI |
| Campuchia                                    | Campuchia                                            | CAM | CAM  | KHM   | 3OFï |
| Cameroon                                     | Cameroon                                             | CMR | CMR  | CMR   | 3OFI |
| Canada                                       | Canada                                               | CAN | CAN  | CAN   | 3OFI |
| Cabo Verde                                   | Cabo Verde                                           | CPV | CPV  | CPV   | 3OFI |
| Quần đảo Cayman                              | Quần đảo Cayman                                      | CAY | CAY  | CYM   | 3OFï |
| Cộng hòa Trung Phi                           | Trung Phi                                            | CAF | CTA  | CAF   | 3OƒI |
| Tchad                                        | Tchad                                                | CHA | CHA  | TCD   | 3OFï |
| Chile                                        | Chile                                                | CHI | CHI  | CHL   | 3OFï |
| Trung Quốc                                   | Trung Quốc                                           | CHN | CHN  | CHN   | 3OFI |
| Đảo Giáng Sinh                               | Đảo Giáng Sinh                                       |     |      | CXR   | 1--ï |
| Quần đảo Cocos (Keeling)                     | Quần đảo Cocos (Keeling)                             |     |      | CCK   | 1--ï |
| Colombia                                     | Colombia                                             | COL | COL  | COL   | 3OFI |
| Comoros                                      | Comoros                                              | COM | COM  | COM   | 3OFI |
| Cộng hòa Dân chủ Congo                       | Cộng hòa Dân chủ Congo                               | COD | COD  | COD   | 3OFI |
| Cộng hòa Congo                               | Cộng hòa Congo                                       | CGO | CGO  | COG   | 3OFï |
| Quần đảo Cook                                | Quần đảo Cook                                        | COK | COK  | COK   | 3OFI |
| Costa Rica                                   | Costa Rica                                           | CRC | CRC  | CRI   | 3OFï |
| Bờ Biển Ngà                                  | Bờ Biển Ngà                                          | CIV | CIV  | CIV   | 3OFI |
| Croatia                                      | Croatia                                              | CRO | CRO  | HRV   | 3OFï |
| Cuba                                         | Cuba                                                 | CUB | CUB  | CUB   | 3OFI |
| Curaçao                                      | Curaçao                                              |     | CUW  | CUW   | 2-FI |
| Cộng hòa Síp                                 | Síp                                                  | CYP | CYP  | CYP   | 3OFI |
| Cộng hòa Séc                                 | Cộng hòa Séc                                         | CZE | CZE  | CZE   | 3OFI |
| Đan Mạch                                     | Đan Mạch                                             | DEN | DEN  | DNK   | 3OFï |
| Djibouti                                     | Djibouti                                             | DJI | DJI  | DJI   | 3OFI |
| Dominica                                     | Dominica                                             | DMA | DMA  | DMA   | 3OFI |
| Cộng hòa Dominica                            | Cộng hòa Dominica                                    | DOM | DOM  | DOM   | 3OFI |
| Ecuador                                      | Ecuador                                              | ECU | ECU  | ECU   | 3OFI |
| Ai Cập                                       | Ai Cập                                               | EGY | EGY  | EGY   | 3OFI |
| El Salvador                                  | El Salvador                                          | ESA | SLV  | SLV   | 3öFI |
| Anh                                          | Anh                                                  |     | ENG  | [ 6 ] | 1-ƒ- |
| Guinea Xích Đạo                              | Guinea Xích Đạo                                      | GEQ | EQG  | GNQ   | 3öƒï |
| Eritrea                                      | Eritrea                                              | ERI | ERI  | ERI   | 3OFI |
| Estonia                                      | Estonia                                              | EST | EST  | EST   | 3OFI |
| Eswatini                                     | Eswatini                                             | SWZ | SWZ  | SWZ   | 3OFI |
| Ethiopia                                     | Ethiopia                                             | ETH | ETH  | ETH   | 3OFI |
| Quần đảo Falkland                            | Quần đảo Falkland                                    |     |      | FLK   | 1--ï |
| Quần đảo Faroe                               | Quần đảo Faroe                                       |     | FRO  | FRO   | 2-FI |
| Fiji                                         | Fiji                                                 | FIJ | FIJ  | FJI   | 3OFï |
| Phần Lan                                     | Phần Lan                                             | FIN | FIN  | FIN   | 3OFI |
| Pháp                                         | Pháp                                                 | FRA | FRA  | FRA   | 3OFI |
| Guyane thuộc Pháp                            | Guyane thuộc Pháp                                    |     |      | GUF   | 1--ï |
| Polynésie thuộc Pháp                         | Polynésie thuộc Pháp                                 |     | TAH  | PYF   | 2-ƒï |
| Vùng đất phía Nam và châu Nam Cực thuộc Pháp | Vùng đất phía Nam và châu Nam Cực thuộc Pháp         |     |      | ATF   | 1--ï |
| Gabon                                        | Gabon                                                | GAB | GAB  | GAB   | 3OFI |
| Gambia                                       | Gambia                                               | GAM | GAM  | GMB   | 3OFï |
| Gruzia                                       | Gruzia                                               | GEO | GEO  | GEO   | 3OFI |
| Đức                                          | Đức                                                  | GER | GER  | DEU   | 3OFï |
| Ghana                                        | Ghana                                                | GHA | GHA  | GHA   | 3OFI |
| Gibraltar                                    | Gibraltar                                            |     |      | GIB   | 1--ï |
| Hy Lạp                                       | Hy Lạp                                               | GRE | GRE  | GRC   | 3OFï |
| Greenland                                    | Greenland                                            |     |      | GRL   | 1--ï |
| Grenada                                      | Grenada                                              | GRN | GRN  | GRD   | 3OFï |
| Guadeloupe                                   | Guadeloupe                                           |     |      | GLP   | 1--ï |
| Guam                                         | Guam                                                 | GUM | GUM  | GUM   | 3OFI |
| Guatemala                                    | Guatemala                                            | GUA | GUA  | GTM   | 3OFï |
| Guernsey                                     | Guernsey                                             |     |      | GGY   | 1--ï |
| Guinée                                       | Guinée                                               | GUI | GUI  | GIN   | 3OFï |
| Guiné-Bissau                                 | Guiné-Bissau                                         | GBS | GNB  | GNB   | 3öFI |
| Guyana                                       | Guyana                                               | GUY | GUY  | GUY   | 3OFI |
| Haiti                                        | Haiti                                                | HAI | HAI  | HTI   | 3OFï |
| Úc                                           | Đảo Heard và quần đảo McDonald                       |     |      | HMD   | 1--ï |
| Honduras                                     | Honduras                                             | HON | HON  | HND   | 3OFï |
| Hồng Kông                                    | Hồng Kông                                            | HKG | HKG  | HKG   | 3OFI |
| Hungary                                      | Hungary                                              | HUN | HUN  | HUN   | 3OFI |
| Iceland                                      | Iceland                                              | ISL | ISL  | ISL   | 3OFI |
| Ấn Độ                                        | Ấn Độ                                                | IND | IND  | IND   | 3OFI |
| Indonesia                                    | Indonesia                                            | INA | IDN  | IDN   | 3öFI |
| Iran                                         | Iran                                                 | IRI | IRN  | IRN   | 3öFI |
| Iraq                                         | Iraq                                                 | IRQ | IRQ  | IRQ   | 3OFI |
| Cộng hòa Ireland                             | Ireland                                              | IRL | IRL  | IRL   | 3OFI |
| Đảo Man                                      | Đảo Man                                              |     |      | IMN   | 1--ï |
| Israel                                       | Israel                                               | ISR | ISR  | ISR   | 3OFI |
| Ý                                            | Ý                                                    | ITA | ITA  | ITA   | 3OFI |
| Jamaica                                      | Jamaica                                              | JAM | JAM  | JAM   | 3OFI |
| Nhật Bản                                     | Nhật Bản                                             | JPN | JPN  | JPN   | 3OFI |
| Jersey                                       | Jersey                                               |     |      | JEY   | 1--ï |
| Jordan                                       | Jordan                                               | JOR | JOR  | JOR   | 3OFI |
| Kazakhstan                                   | Kazakhstan                                           | KAZ | KAZ  | KAZ   | 3OFI |
| Kenya                                        | Kenya                                                | KEN | KEN  | KEN   | 3OFI |
| Kiribati                                     | Kiribati                                             | KIR |      | KIR   | 2O-I |
| Cộng hòa Dân chủ Nhân dân Triều Tiên         | Cộng hòa Dân chủ Nhân dân Triều Tiên                 | PRK | PRK  | PRK   | 3OFI |
| Hàn Quốc                                     | Hàn Quốc                                             | KOR | KOR  | KOR   | 3OFI |
| Kosovo                                       | Kosovo                                               | KOS |      |       |      |
| Kuwait                                       | Kuwait                                               | KUW | KUW  | KWT   | 3OFï |
| Kyrgyzstan                                   | Kyrgyzstan                                           | KGZ | KGZ  | KGZ   | 3OFI |
| Lào                                          | Lào                                                  | LAO | LAO  | LAO   | 3OFI |
| Latvia                                       | Latvia                                               | LAT | LVA  | LVA   | 3öFI |
| Liban                                        | Liban                                                | LIB | LIB  | LBN   | 3OFï |
| Lesotho                                      | Lesotho                                              | LES | LES  | LSO   | 3OFï |
| Liberia                                      | Liberia                                              | LBR | LBR  | LBR   | 3OFI |
| Libya                                        | Libya                                                | LBA | LBY  | LBY   | 3öFI |
| Liechtenstein                                | Liechtenstein                                        | LIE | LIE  | LIE   | 3OFI |
| Litva                                        | Litva                                                | LTU | LTU  | LTU   | 3OFI |
| Luxembourg                                   | Luxembourg                                           | LUX | LUX  | LUX   | 3OFI |
| Ma Cao                                       | Ma Cao                                               |     | MAC  | MAC   | 2-FI |
| Bắc Macedonia                                | Bắc Macedonia                                        | MKD | MKD  | MKD   | 3OFI |
| Madagascar                                   | Madagascar                                           | MAD | MAD  | MDG   | 3OFï |
| Malawi                                       | Malawi                                               | MAW | MWI  | MWI   | 3öFI |
| Malaysia                                     | Malaysia                                             | MAS | MAS  | MYS   | 3OFï |
| Maldives                                     | Maldives                                             | MDV | MDV  | MDV   | 3OFI |
| Mali                                         | Mali                                                 | MLI | MLI  | MLI   | 3OFI |
| Malta                                        | Malta                                                | MLT | MLT  | MLT   | 3OFI |
| Quần đảo Marshall                            | Quần đảo Marshall                                    | MHL |      | MHL   | 2O-I |
| Martinique                                   | Martinique                                           |     |      | MTQ   | 1--ï |
| Mauritanie                                   | Mauritanie                                           | MTN | MTN  | MRT   | 3OFï |
| Mauritius                                    | Mauritius                                            | MRI | MRI  | MUS   | 3OFï |
| Mayotte                                      | Mayotte                                              |     |      | MYT   | 1--ï |
| México                                       | México                                               | MEX | MEX  | MEX   | 3OFI |
| Liên bang Micronesia                         | Micronesia                                           | FSM |      | FSM   | 2O-I |
| Moldova                                      | Moldova                                              | MDA | MDA  | MDA   | 3OFI |
| Monaco                                       | Monaco                                               | MON |      | MCO   | 2ö-ï |
| Mông Cổ                                      | Mông Cổ                                              | MGL | MGL  | MNG   | 3OFï |
| Montenegro                                   | Montenegro                                           | MNE | MNE  | MNE   | 3OFI |
| Montserrat                                   | Montserrat                                           |     | MSR  | MSR   | 2-FI |
| Maroc                                        | Maroc                                                | MAR | MAR  | MAR   | 3OFI |
| Mozambique                                   | Mozambique                                           | MOZ | MOZ  | MOZ   | 3OFI |
| Myanmar                                      | Myanmar                                              | MYA | MYA  | MMR   | 3OFï |
| Namibia                                      | Namibia                                              | NAM | NAM  | NAM   | 3OFI |
| Nauru                                        | Nauru                                                | NRU |      | NRU   | 2O-I |
| Nepal                                        | Nepal                                                | NEP | NEP  | NPL   | 3OFï |
| Hà Lan                                       | Hà Lan                                               | NED | NED  | NLD   | 3OFï |
| Nouvelle-Calédonie                           | Nouvelle-Calédonie                                   |     | NCL  | NCL   | 2-FI |
| New Zealand                                  | New Zealand                                          | NZL | NZL  | NZL   | 3OFI |
| Nicaragua                                    | Nicaragua                                            | NCA | NCA  | NIC   | 3OFï |
| Niger                                        | Niger                                                | NIG | NIG  | NER   | 3OFï |
| Nigeria                                      | Nigeria                                              | NGR | NGA  | NGA   | 3öFI |
| Niue                                         | Niue                                                 |     |      | NIU   | 1--ï |
| Đảo Norfolk                                  | Đảo Norfolk                                          |     |      | NFK   | 1--ï |
| Bắc Ireland                                  | Bắc Ireland                                          |     | NIR  | [ 6 ] | 1-ƒ- |
| Quần đảo Bắc Mariana                         | Quần đảo Bắc Mariana                                 |     |      | MNP   | 1--ï |
| Na Uy                                        | Na Uy                                                | NOR | NOR  | NOR   | 3OFI |
| Oman                                         | Oman                                                 | OMA | OMA  | OMN   | 3OFï |
| Pakistan                                     | Pakistan                                             | PAK | PAK  | PAK   | 3OFI |
| Palau                                        | Palau                                                | PLW |      | PLW   | 2O-I |
| Nhà nước Palestine                           | Palestine                                            | PLE | PLE  | PSE   | 3OFï |
| Panama                                       | Panama                                               | PAN | PAN  | PAN   | 3OFI |
| Papua New Guinea                             | Papua New Guinea                                     | PNG | PNG  | PNG   | 3OFI |
| Paraguay                                     | Paraguay                                             | PAR | PAR  | PRY   | 3OFï |
| Perú                                         | Peru                                                 | PER | PER  | PER   | 3OFI |
| Philippines                                  | Philippines                                          | PHI | PHI  | PHL   | 3OFï |
| Quần đảo Pitcairn                            | Quần đảo Pitcairn                                    |     |      | PCN   | 1--ï |
| Ba Lan                                       | Ba Lan                                               | POL | POL  | POL   | 3OFI |
| Bồ Đào Nha                                   | Bồ Đào Nha                                           | POR | POR  | PRT   | 3OFï |
| Puerto Rico                                  | Puerto Rico                                          | PUR | PUR  | PRI   | 3OFï |
| Qatar                                        | Qatar                                                | QAT | QAT  | QAT   | 3OFI |
| Réunion                                      | Réunion                                              |     |      | REU   | 1--ï |
| România                                      | România                                              | ROU | ROU  | ROU   | 3OFI |
| Nga                                          | Nga                                                  | RUS | RUS  | RUS   | 3OFI |
| Rwanda                                       | Rwanda                                               | RWA | RWA  | RWA   | 3OFI |
| Saint-Barthélemy                             | Saint Barthélemy                                     |     |      | BLM   | 1--ï |
| Saint Helena                                 | Saint Helena, Ascension và Tristan da Cunha          |     |      | SHN   | 1--ï |
| Saint Kitts và Nevis                         | Saint Kitts và Nevis                                 | SKN | SKN  | KNA   | 3OFï |
| Saint Lucia                                  | Saint Lucia                                          | LCA | LCA  | LCA   | 3OFI |
| Saint-Martin                                 | Saint Martin                                         |     |      | MAF   | 1--ï |
| Saint-Pierre và Miquelon                     | Saint Pierre và Miquelon                             |     |      | SPM   | 1--ï |
| Saint Vincent và Grenadines                  | Saint Vincent và Grenadines                          | VIN | VIN  | VCT   | 3OFï |
| Samoa                                        | Samoa                                                | SAM | SAM  | WSM   | 3OFï |
| San Marino                                   | San Marino                                           | SMR | SMR  | SMR   | 3OFI |
| São Tomé và Príncipe                         | São Tomé và Príncipe                                 | STP | STP  | STP   | 3OFI |
| Ả Rập Xê Út                                  | Ả Rập Xê Út                                          | KSA | KSA  | SAU   | 3OFï |
| Scotland                                     | Scotland                                             |     | SCO  | [ 6 ] | 1-ƒ- |
| Sénégal                                      | Sénégal                                              | SEN | SEN  | SEN   | 3OFI |
| Serbia                                       | Serbia                                               | SRB | SRB  | SRB   | 3OFI |
| Seychelles                                   | Seychelles                                           | SEY | SEY  | SYC   | 3OFï |
| Sierra Leone                                 | Sierra Leone                                         | SLE | SLE  | SLE   | 3OFI |
| Singapore                                    | Singapore                                            | SIN | SIN  | SGP   | 3OFï |
| Sint Maarten                                 | Sint Maarten                                         |     |      | SXM   | 1--ï |
| Slovakia                                     | Slovakia                                             | SVK | SVK  | SVK   | 3OFI |
| Slovenia                                     | Slovenia                                             | SLO | SVN  | SVN   | 3öFI |
| Quần đảo Solomon                             | Quần đảo Solomon                                     | SOL | SOL  | SLB   | 3OFï |
| Somalia                                      | Somalia                                              | SOM | SOM  | SOM   | 3OFI |
| Cộng hòa Nam Phi                             | Nam Phi                                              | RSA | RSA  | ZAF   | 3OFï |
| Nam Georgia và Quần đảo Nam Sandwich         | Nam Georgia và Quần đảo Nam Sandwich                 |     |      | SGS   | 1--ï |
| Nam Sudan                                    | Nam Sudan                                            |     | SSD  | SSD   | 2-FI |
| Tây Ban Nha                                  | Tây Ban Nha                                          | ESP | ESP  | ESP   | 3OFI |
| Sri Lanka                                    | Sri Lanka                                            | SRI | SRI  | LKA   | 3OFï |
| Sudan                                        | Sudan                                                | SUD | SDN  | SDN   | 3öFI |
| Suriname                                     | Suriname                                             | SUR | SUR  | SUR   | 3OFI |
| Na Uy                                        | Svalbard và Jan Mayen                                |     |      | SJM   | 1--ï |
| Thụy Điển                                    | Thụy Điển                                            | SWE | SWE  | SWE   | 3OFI |
| Thụy Sĩ                                      | Thụy Sĩ                                              | SUI | SUI  | CHE   | 3OFï |
| Syria                                        | Syria                                                | SYR | SYR  | SYR   | 3OFI |
| Đài Loan                                     | Trung Hoa Dân Quốc (Đài Loan)                        | TPE | TPE  | TWN   | 3OFï |
| Tajikistan                                   | Tajikistan                                           | TJK | TJK  | TJK   | 3OFI |
| Tanzania                                     | Tanzania                                             | TAN | TAN  | TZA   | 3OFï |
| Thái Lan                                     | Thái Lan                                             | THA | THA  | THA   | 3OFI |
| Đông Timor                                   | Đông Timor                                           | TLS | TLS  | TLS   | 3OFI |
| Togo                                         | Togo                                                 | TOG | TOG  | TGO   | 3OFï |
| Tokelau                                      | Tokelau                                              |     |      | TKL   | 1--ï |
| Tonga                                        | Tonga                                                | TGA | TGA  | TON   | 3OFï |
| Trinidad và Tobago                           | Trinidad và Tobago                                   | TRI | TRI  | TTO   | 3OFï |
| Tunisia                                      | Tunisia                                              | TUN | TUN  | TUN   | 3OFI |
| Thổ Nhĩ Kỳ                                   | Thổ Nhĩ Kỳ                                           | TUR | TUR  | TUR   | 3OFI |
| Turkmenistan                                 | Turkmenistan                                         | TKM | TKM  | TKM   | 3OFI |
| Quần đảo Turks và Caicos                     | Quần đảo Turks và Caicos                             |     | TCA  | TCA   | 2-FI |
| Tuvalu                                       | Tuvalu                                               | TUV |      | TUV   | 2O-I |
| Uganda                                       | Uganda                                               | UGA | UGA  | UGA   | 3OFI |
| Ukraina                                      | Ukraina                                              | UKR | UKR  | UKR   | 3OFI |
| Các Tiểu vương quốc Ả Rập Thống nhất         | Các Tiểu vương quốc Ả Rập Thống nhất                 | UAE | UAE  | ARE   | 3OFï |
| Vương quốc Liên hiệp Anh và Bắc Ireland      | Vương quốc Liên hiệp Anh và Bắc Ireland              | GBR |      | GBR   | 2O-I |
| Hoa Kỳ                                       | Hoa Kỳ                                               | USA | USA  | USA   | 3OFI |
| Hoa Kỳ                                       | Các tiểu đảo xa của Hoa Kỳ                           |     |      | UMI   | 1--ï |
| Quần đảo Virgin thuộc Mỹ                     | Quần đảo Virgin thuộc Mỹ                             | ISV | VIR  | VIR   | 3öFI |
| Uruguay                                      | Uruguay                                              | URU | URU  | URY   | 3OFï |
| Uzbekistan                                   | Uzbekistan                                           | UZB | UZB  | UZB   | 3OFI |
| Vanuatu                                      | Vanuatu                                              | VAN | VAN  | VUT   | 3OFï |
| Thành Vatican                                | Thành Vatican                                        |     |      | VAT   | 1--ï |
| Venezuela                                    | Venezuela                                            | VEN | VEN  | VEN   | 3OFI |
| Việt Nam                                     | Việt Nam                                             | VIE | VIE  | VNM   | 3OFï |
| Wales                                        | Wales                                                |     | WAL  | [ 6 ] | 1-ƒ- |
| Wallis và Futuna                             | Wallis và Futuna                                     |     |      | WLF   | 1--ï |
| Tây Sahara                                   | Tây Sahara                                           |     |      | ESH   | 1--ï |
| Yemen                                        | Yemen                                                | YEM | YEM  | YEM   | 3OFI |
| Zambia                                       | Zambia                                               | ZAM | ZAM  | ZMB   | 3OFï |
| Zimbabwe                                     | Zimbabwe                                             | ZIM | ZIM  | ZWE   | 3OFï |

| *    | \| 3OFI \| Có mã IOC, FIFA và ISO, giống nhau \| \| 3OFï \| Có mã IOC, FIFA và ISO, nhưng chỉ mã IOC và FIFA giống nhau \| \| 3OƒI \| Có mã IOC, FIFA và ISO, nhưng chỉ mã IOC và ISO giống nhau \| \| 3öFI \| Có mã IOC, FIFA và ISO, nhưng chỉ mã FIFA và ISO giống nhau \| \| 3öƒï \| Có mã IOC, FIFA và ISO, khác nhau \| \| 2O-I \| Chỉ có mã IOC và ISO, giống nhau \| \| 2ö-ï \| Chỉ có mã IOC và ISO, khác nhau \| \| 2-FI \| Chỉ có mã FIFA và ISO, giống nhau \| \| 2-ƒï \| Chỉ có mã FIFA vad ISO, khác nhau \| \| 1-ƒ- \| Chỉ có mã FIFA \| \| 1--ï \| Chỉ có mã ISO \| |
| 3OFI | Có mã IOC, FIFA và ISO, giống nhau |
| 3OFï | Có mã IOC, FIFA và ISO, nhưng chỉ mã IOC và FIFA giống nhau |
| 3OƒI | Có mã IOC, FIFA và ISO, nhưng chỉ mã IOC và ISO giống nhau |
| 3öFI | Có mã IOC, FIFA và ISO, nhưng chỉ mã FIFA và ISO giống nhau |
| 3öƒï | Có mã IOC, FIFA và ISO, khác nhau |
| 2O-I | Chỉ có mã IOC và ISO, giống nhau |
| 2ö-ï | Chỉ có mã IOC và ISO, khác nhau |
| 2-FI | Chỉ có mã FIFA và ISO, giống nhau |
| 2-ƒï | Chỉ có mã FIFA vad ISO, khác nhau |
| 1-ƒ- | Chỉ có mã FIFA |
| 1--ï | Chỉ có mã ISO |

## Các cựu quốc gia
Bảng mã mà họ từng sử dụng.
| Quốc kỳ                                    | Quốc gia                                   | IOC     | FIFA    | ISO     |
| ------------------------------------------ | ------------------------------------------ | ------- | ------- | ------- |
| Honduras thuộc Anh                         | Honduras thuộc Anh                         | HBR1972 | BHO     |         |
| Myanmar                                    | Miến Điện                                  | BIR1988 | BUR1989 | BUR1989 |
| Quốc gia tự trị Ceylon                     | Ceylon                                     | CEY1972 | CEY1972 |         |
| Cộng hòa Dahomey                           | Dahomey                                    | DAH1972 | DAH1975 | DHY1977 |
| Tiệp Khắc                                  | Tiệp Khắc                                  | TCH1992 | TCH1993 | CSK1993 |
| Cộng hòa Dân chủ Đức                       | Đông Đức                                   | GDR1988 | DDR1989 | DDR1989 |
| Campuchia                                  | Cộng hòa Khmer                             | KHM1976 | ?1975   |         |
| Liên bang Mã Lai                           | Malaya                                     | MAL1960 | ?1963   |         |
| Antille thuộc Hà Lan                       | Antille thuộc Hà Lan                       | AHO2011 | ANT2011 | ANT2010 |
| Bắc Borneo                                 | Bắc Borneo                                 | ?1956   | NBO1963 |         |
| Cộng hòa Ả Rập Yemen                       | Bắc Yemen                                  | YAR1988 | NYE1990 | YEM1990 |
| Bắc Rhodesia                               | Bắc Rhodesia                               | NRH1964 | NRH1964 |         |
| Rhodesia                                   | Rhodesia                                   | RHO1972 | RHO1980 | RHO1980 |
| Serbia và Montenegro                       | Serbia và Montenegro                       | SCG2006 | SCG2006 | SCG2006 |
| Cộng hòa Dân chủ Nhân dân Yemen            | Nam Yemen                                  | YMD1988 | SYE1990 | YMD1990 |
| Liên Xô                                    | Liên Xô                                    | URS1988 | URS1991 | SUN1992 |
| Thượng Volta                               | Thượng Volta                               | VOL1984 | UPV1984 | HVO1984 |
| Việt Nam Dân chủ Cộng hòa                  | Việt Nam Dân chủ Cộng hòa                  |         | VNO1975 | VDR1977 |
| Việt Nam Cộng hòa                          | Việt Nam Cộng hòa                          | VNM1976 | VSO1975 | VNM1977 |
| Đức                                        | Tây Đức                                    | FRG1988 | FRG1989 | DEU1989 |
| Cộng hòa Liên bang Nam Tư                  | Cộng hòa Liên bang Nam Tư                  | YUG2002 | YUG2003 | YUG2003 |
| Cộng hòa Liên bang Xã hội chủ nghĩa Nam Tư | Cộng hòa Liên bang Xã hội chủ nghĩa Nam Tư | YUG1992 | YUG1992 | YUG1992 |
| Zaire                                      | Zaïre                                      | ZAI1996 | ZAI1997 | ZAR1997 |